# 섀흐리야르 맴매디아로프

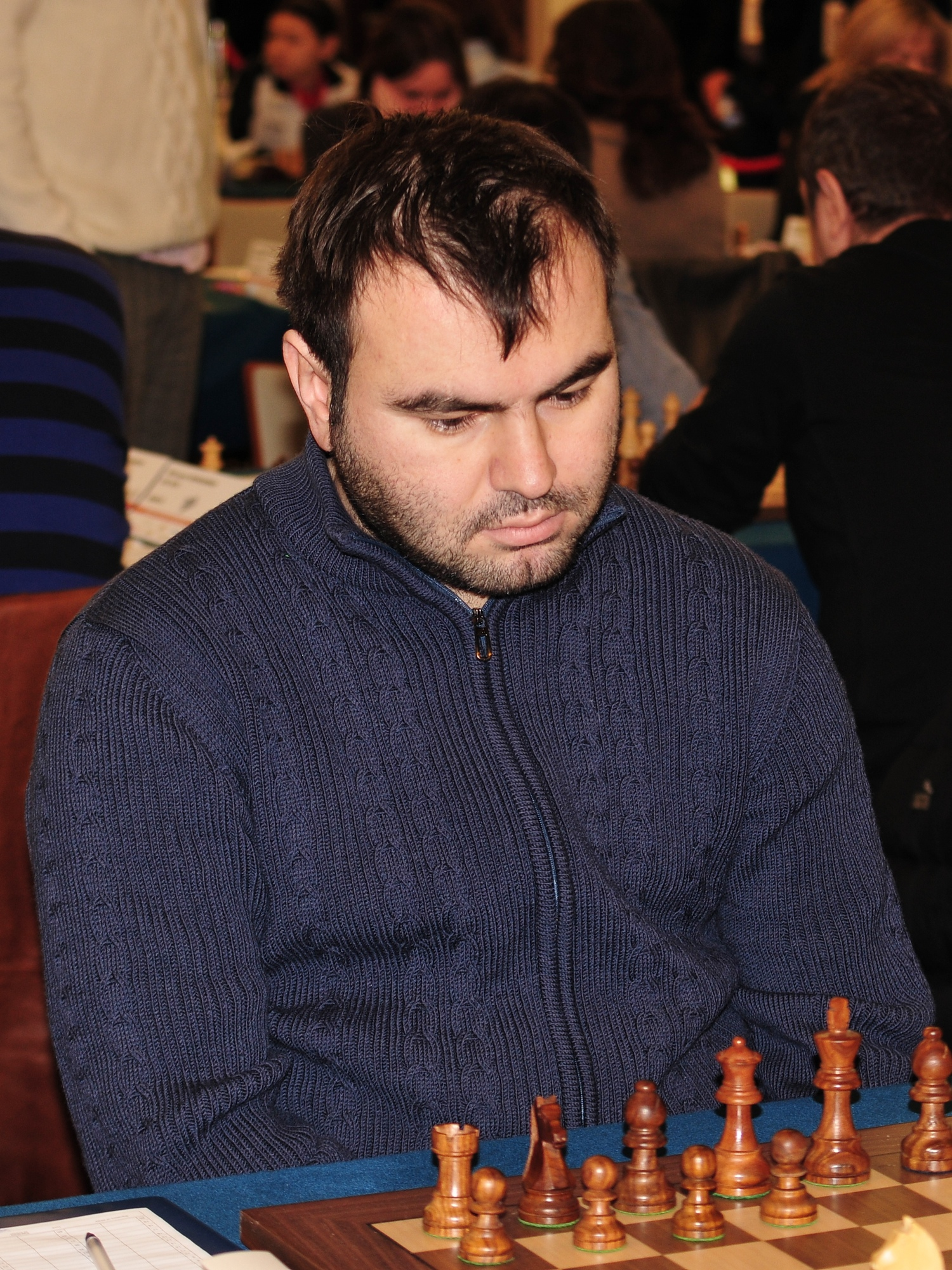
섀흐리야르 맴매디아로프(2013년)

섀흐리야르 해미트 오글루 맴매디아로프(아제르바이잔어: Şəhriyar Həmid oğlu Məmmədyarov, 1985년 4월 12일~)는 아제르바이잔의 체스 선수이다.